# 小行星7464
小行星7464（英語：7464 Vipera）是一颗围绕太阳公转的小行星。1987年11月15日，安東寧·姆爾科斯在克列特发现了此天体。
这颗小行星的绝对星等为15.9875591770508等。